# 褐斑鰩
褐斑鰩（學名：Raja pita），為軟骨魚綱鰩目鰩科鰩屬的一種，分布於西印度洋海域，深度0至15公尺，體長可達46公分，棲息在水淺的軟底質海域，為底棲性魚類，肉食性，卵生，生活習性不明。